# حكومة العرباوي
حكومة النذيرالعرباوي حكومة جزائرية كُلّف برئاستها الوزير الأول محمد النذير العرباوي الذي عيّنهُ رئيس الجمهورية عبد المجيد تبون في 11 نوفمبر 2023.
تم تعيين محمد النذير العرباوي وزيرًا أول، خلفًا أيمن بن عبد الرحمان.
في انتظار تشكيلة الحكومة الجديدة.

## أعضاء الحكومة
رئيس الجمهورية عبد المجيد تبون

### الوزراء
- نذير العرباوي الوزير الأول

- أحمد عطاف وزير الخارجية والجالية الوطنية بالخارج
- ابراهيم مراد وزير الداخلية والجماعات المحلية والتهيئة العمرانية
- عبد الرشيد طبي وزير العدل حافظ الأختام
- لعزيز فايد وزيرا للمالية
- محمد عرقاب وزير الطاقة والمناجم
- العيد ربيقة وزير المجاهدين وذوي الحقوق
- يوسف بلمهدي وزير الشؤون الدينية والأوقاف
- عبد الحكيم بلعابد وزير التربية الوطنية
- كمال بداري وزير التعليم العالي والبحث العلمي
- ياسين ميرابي وزير التكوين والتعليم المهنيين
- صورية مولوجي وزيرة الثقافة والفنون
- عبد الرحمان حماد وزير الشباب والرياضة
- كريم بيبي تريكي وزير البريد والمواصلات السلكية واللاسلكية
- كوثر كريكو وزيرة التضامن الوطني والأسرة وقضايا المرأة
- علي عون وزيرا للصناعة والانتاج الصيدلاني
- يوسف شرفة وزير الفلاحة والتنمية الريفية
- محمد طارق بلعريبي وزير السكن والعمران والمدينة
- الطيب زيتوني وزير التجارة وترقية الصادرات
- محمد لعقاب وزير الاتصال
- لخضر رخروخ وزير الأشغال العمومية والمنشآت القاعدية
- طه دربال وزيرا للري والمنشآت القاعدية
- محمد الحبيب زهانة وزير النقل
- مختار ديدوش وزير السياحة والصناعة التقليدية
- عبد الحق سايحي وزير الصحة
- فيصل بن طالب وزير العمل والتشغيل والضمان الاجتماعي
- بسمة عزوار وزيرة العلاقات مع البرلمان
- فايزة دحلب وزيرة البيئة والطاقات المتجددة
- أحمد بداني وزير الصيد البحري والمنتجات الصيدية
- ياسين المهدي وليد ووزيرا لاقتصاد المعرفة والمؤسسات الناشئة
- يحيى بوخاري الأمين العام للحكومة.
- عبد العزيز خلاف مديرا لديوان رئاسة الجمهورية